# Tanacetopsis pjataevae
Tanacetopsis pjataevae là một loài thực vật có hoa trong họ Cúc. Loài này được (Kovalevsk.) Karmysch. miêu tả khoa học đầu tiên năm 1966.